# Notecianka Pakość
Notecianka Pakość – polski klub piłkarski z siedzibą w Pakości, założony 1951 roku. Występuje w klasie okręgowej, gr. kujawsko-pomorskiej II.

## Informacje ogólne
- Pełna nazwa: Klub Sportowy Notecianka  Pakość
- Rok założenia: 1951
- Barwy klubowe: biało-niebieskie
- Adres: ul. Świętego Jana 13a, 88-170 Pakość
- Stadion: Stadion Miejski im.Mariana Malinowskiego w Pakości

## Sukcesy
- Występy w III lidze (III poziom rozgrywkowy) w sezonie 1986/87
- Awans do III ligi (IV poziom rozgrywkowy) w sezonie 2008/09, w którym utrzymała się do sezonu 2013/14